# Túbulo reto distal
O túbulo reto distal ou parte reta do túbulo distal ou pars recta do túbulo distal, é o segmento inicial do túbulo distal, segundo a padronização da International Union of Physiological Sciences. Trata-se de uma estrutura tubular microscópica retilínea, daí o nome reto. O túbulo distal como um todo é formado pela parte reta e pela parte convoluta.
O túbulo intermediário, a parte reta do túbulo proximal e a parte reta do túbulo distal, formam a alça de Henle, e por isso o segmento reto do túbulo distal também é chamado de ramo ascendente espesso da alça de Henle.